# Frei (album)
Frei è il quinto album studio della musicista tedesca LaFee, pubblicato nel 2011 dalla EMI.

## Tracce
1. Herzlich Wilkommen – 2:36
2. Lass Die Puppe Tanzen – 2:38
3. Alles Gute – 3:29
4. Sonnensystem – 3:16
5. Du Allein – 3:29
6. Ich Bin – 2:57
7. Fliegen mit Mir – 2:39
8. 7 Sünden – 3:15
9. Leben Wir Jetzt – 3:15
10. Phönix – 2:31
11. Sieh Mich An – 2:54
12. Danke – 2:55
13. Ich Hab Dich Lieb – 2:16